# Danh sách đơn vị đo
| Loại số đo                              | Đơn vị khả dụng |
| Góc                                     | phút cung, giây cung, độ, radian, vòng quay, vòng |
| Diện tích                               | mẫu Anh, a, barn, sân crikê, dunam, sân bóng bầu dục, sân bóng đá, héc ta, ping, diện tích Planck, phần cắt, sqcm, sqkm, sqm, sqmm, xen ti mét vuông, bộ vuông, inch vuông, ki lô mét vuông, mét vuông, mi li mét vuông, thước Anh vuông, stoc, xã khảo sát |
| Đơn vị tiền tệ                          | đina Algeria, peso Argentina, xu Úc, đô la Úc, đina Bahrain, boliviano Bolivia, pula Botswana, real Braxin, bảng Anh, đô la Brunei, lev Bungari, xu Canada, đô la Canada, đô la Quần đảo Cayman, peso Chilê, nhân dân tệ Trung Quốc, peso Colombia, colon Costa Rica, kuna Croatia, cuaron Séc, cuaron Đan Mạch, peso Dominica, bảng Ai Cập, kroon Estonia, xu Euro, Euro, đô la Fiji, lempira Honduras, đô la Hồng Kông, phôrin Hungary, rupi Ấn Độ, rupiah Indonesia, sêken Israel, đô la Jamaica, yên Nhật, đina Jordan, tenge Kazakhstan, silinh Kenya, đina Kuwaiti, lát Latvia, bảng Libăng, litas Lithuania, denari Macedonia, ringgit Malaysia, rupi Mauritius, peso Mexico, leu Moldova, điram Ma rốc, đô la Namibia, rupi Nepal, guilder Antille thuộc Hà Lan, đô la New Zealand, cordoba Nicaragua, naira Nigeria, cuaron Na Uy, rial Oman, rupi Pakistan, kina Papua New Guinea, guarani Paraguay, nuevo sol Peru, peso Philippin, zloty Ba Lan, rian Qatar, lei Rumani, rúp Nga, colone El Salvador, rian Ả Rập Xê-út, rupi Seychelles, leone Sierra Leonea, đô la Singapore, cuaron Slovakia, ran Nam Phi, won Hàn Quốc, rupi Sri Lanka, cuaron Thụy Điển, franc Thụy Sĩ, đô la Đài Loan, shilling Tanzania, bạt Thái Lan, đô la Trinidad, đina Tunisia, lira Thổ Nhĩ Kỳ, shilling Uganda, grivna Ukraina, điram Các Tiểu Vương quốc Ả Rập Thống nhất, peso Uruguay, xu Mỹ, đô la Mỹ, sum Uzbekistan, bolivar fuerte Venezuela, bolivar Venezuela, đồng Việt Nam, rian Yemen, kwacha Zambia |
| Tốc độ truyền dữ liệu                   | bit mỗi giây (bps), byte mỗi giây (Bps) |
| Điện dung                               | fara |
| Điện tích                               | ampe giờ, culông, Faraday |
| Độ dẫn điện                             | mho, xi men |
| Cường độ dòng điện                      | ampe, biot |
| Năng lượng                              | đương lượng thùng dầu, đơn vị nhiệt của Anh, BTU, calo, electron-vôn, éc, foot-pound, gam TNT, jun, ki lô calo, ki lô gam TNT, triệu tấn TNT, mê ga oát giờ, mwhr, therm, tấn tnt, oát giờ |
| Lưu lượng                               | CFM, CFS, bộ khối trên phút, bộ khối trên giây, lít trên phút, lít trên giây, LPM, LPS |
| Lực                                     | đyne, ki lô gam lực, newton, pao lực |
| Tần số                                  | GHz, gi ga héc, héc, Hz, KHz, ki lô héc, mê ga héc, MHz |
| Mức tiêu thụ xăng                       | ki lô mét trên lít, lít trên 100 ki lô mét, dặm trên ga lông |
| Điện cảm                                | henri |
| Kích thước thông tin                    | bit, nybble, byte, tiền tố đơn vị đo lường: kilobyte (kB), megabyte (MB), tiền tố nhị phân: kibibyte (KiB), mebibyte (MiB) |
| Chiều dài                               | ångström, Đơn vị thiên văn, pica ATA, điểm ATA, thước dây, Cicero, cubit, điểm Didot, en Anh, sải, bộ và inch, en Flemish, sân bóng bầu dục, sân bóng đá, en Pháp, fulông, nửa chặng đi xe đạp ba môn phối hợp Ironman, nửa chặng chạy bộ ba môn phối hợp Ironman, nửa chặng bơi lội ba môn phối hợp Ironman, nửa chặng ba môn phối hợp Ironman, bàn tay, tầm Anh, pica IN, điểm IN, inch, chặng đường chạy trong nhà, tầm quốc tế, chặng đi xe đạp ba môn phối hợp Ironman, chặng chạy bộ ba môn phối hợp Ironman, chặng bơi lội ba môn phối hợp Ironman, chặng ba môn phối hợp Ironman, sân vận động, ki lô mét, Kpc, độ dài sân crikê, ngày ánh sáng, giờ ánh sáng, phút ánh sáng, giây ánh sáng, năm ánh sáng, đường chạy maratông, mét, micrômét, dặm, Mpc, móng, dặm biển, hải lý, độ dài hồ bơi Olympic, độ dài sân Olympic, chặng đi xe đạp ba môn phối hợp Olympic, chặng chạy bộ ba môn phối hợp Olympic, chặng bơi ba môn phối hợp Olympic, chặng ba môn phối hợp Olympic, độ dài đường chạy ngoài trời, Pacsec, độ dài Planck, pica PostScript, điểm PostScript, đơn vị tủ Rack, sào, en Xcốtlen, độ dài hồ bơi ngắn, smoot, gang, chặng đi xe đạp ba môn phối hợp Sprint, chặng chạy bộ ba môn phối hợp Sprint, chặng bơi lội ba môn phối hợp Sprint, chặng ba môn phối hợp Sprint, pica TeX, point TeX, thou, pica Truchet, điểm Truchet, tầm Mỹ, thước Anh |
| Cường độ ánh sáng và cường độ phát sáng | canđêla, bộ nến, lambe, lumen, luxơ |
| Từ thông và độ cảm ứng từ               | gaoxơ, macxoen, tét-la, vêbe |
| Khác                                    | đi ốp, emu, katal, mol |
| Công suất                               | mã lực Anh, sức lừa (donkeypower), HP, kilowatt, kw, Kw, mã lực theo hệ mét, mw, watt |
| Áp suất                                 | atmôfe, barrie, barơ, inch thủy ngân, inch nước, mb, mi li barơ, millimét thủy ngân, paxcan, poa, pao trên inch vuông |
| Liều lượng bức xạ                       | gray, sievert, rad, rem |
| Độ phóng xạ                             | becquerel, curie, ruzơfo |
| Tốc độ                                  | kilômét mỗi giờ, KPH, mét mỗi giây, dặm mỗi giờ, MPH, hải lý mỗi giờ |
| Nhiệt độ                                | độ C, Celsius, độ F, Fahrenheit, độ K, Kelvin, Rankine |
| Thời gian                               | thế kỷ, ngày, thập kỷ, hai tuần, halakim, giờ, năm nhuận, chu kỳ mặt trăng, năm năm, thiên niên kỷ, phút, tháng, giây, ngày thiên văn, năm thiên văn, tuần, năm |
| Không có thứ nguyên (số)                | tá mười ba, tá, googol, 144 tá, mười hai tá, phần trăm, hai chục |
| Điện áp                                 | vôn |
| Thể tích                                | acre-foot, thùng dầu, thùng bia, fikin bia, bơrin bia, thùng quactan bia, khối gỗ, giạ, cc, ccf, ci, coóc, cen ti mét khối, bộ khối, inch khối, ki lô mét khối, mét khối, mi li mét khối, cốc, thùng rượu Anh, thùng chất lỏng, đram chất lỏng, ao xơ chất lỏng, thùng đầy, gal., ga lông, gin, Tấn đăng ký toàn phần, nửa thùng, bơrin, thùng bia Anh, giạ Anh, thìa Anh, đram chất lỏng Anh, ao xơ chất lỏng Anh, ga lông Anh, gin Anh, minim Anh, đấu Anh, panh Anh, quart Anh, thìa canh Anh, thìa cà phê Anh, km3, lít, m3, minim, mm3, đấu, panh, thùng lớn, qt, một phần tư thùng, F, tấn đăng ký, ngụm, thùng chứa, thanh bơ, thìa canh, tbsp, thìa cà phê, thùng rượu, tsp, fikin rượu, rundlet rượu |
| Khối lượng                              | amu, đơn vị khối lượng nguyên tử, Blintze, fikin bơ, cara, đram, khối lượng trái đất, xtôn Anh, Farshimmelt Blintz, funt, Furshlugginer Blintz, gren, gam, tấn Anh, khối lượng sao Mộc, k, kilôgam, khối lượng mặt trăng, tấn, micrô gam, ao xơ, penni, pút, pao, tấn Mỹ, slug, fikin xà phòng, khối lượng mặt trời, xtôn, đram troy, ao xơ troy |

Nhiều đơn vị trong số các đơn vị này cũng có thể sử dụng được với các tiền tố đơn vị đo lường chuẩn yocto, zepto, atto, femto, pico, nano, micro, milli, centi, deci, deca, hecto, kilo, mega, giga, tera, peta, exa, zetta và yotta. Đơn vị viết tắt cũng có thể được sử dụng với các tiền tố được viết tắt y, z, a, f, p, n, µ, m, c, d, da, h, k, M, G, T, P, E, Z và Y. Ví dụ: bạn có thể sử dụng "km" cho "kilomet" và "GB" cho "gigabyte".
Bất kỳ đơn vị chiều dài nào cũng có thể được kết hợp với một đơn vị thời gian để xác định một đơn vị tốc độ, chẳng hạn như "năm ánh sáng mỗi ngày".